# 나인 라이브스 (2004년 영화)
《나인 라이브스》(영어: Unstoppable, 캐나다 등 일부 국가 제목은 영어: Nine Lives)는 2004년 개봉한 미국의 액션 스릴러 영화이다. 이 영화는 미국에서 2004년 10월 30일에 개봉되었다.

## 줄거리
전 중앙 정보국(CIA) 요원이자 특수 부대 출신인 딘 케이지는 보스니아 작전이 실패해 가장 친한 친구 스콧을 잃은 후로 재활 프로그램에 참여하고 있다. 현재 그의 여자친구는 스콧의 여동생이자 볼티모어 경찰서 형사인 에이미 나이트이다. 딘은 에이미와 만나기로 한 식당에서 실험 단계인 군사용 자백 유도제를 훔친 자들과 연루된 CIA 요원으로 오인을 받아 납치당한다. 납치범들은 딘에게 자백 유도제를 주입하고 이로 인해 딘은 과거 보스니아 작전의 순간들을 다시 체험하는 한편 누가 아군인지 적군인지 구분할 수 없는 상황에 놓인다. 에이미가 딘의 목숨을 구하려면 6시간 안에 해독제를 찾아야만 한다.

## 출연진
- 웨슬리 스나이프스
- 재클린 오브라더스
- 스튜어트 윌슨
- 킴 코츠
- 마크 셰퍼드
- 아데왈레 아키누오예아그바제
- 빈센트 리오타
- 데이비드 쇼필드
- 니컬러스 에런
- 킴 톰슨
- 조 스톤퓨잉스
- 크리스천 솔리메이노
- 아센 블라테치키

## 기타 제작진
- 미술: 스티븐 게이건
- 의상: 케이트 힐리